# Bulbophyllum alliifolium
Bulbophyllum alliifolium är en orkidéart som beskrevs av Johannes Jacobus Smith. Bulbophyllum alliifolium ingår i släktet Bulbophyllum och familjen orkidéer. Inga underarter finns listade i Catalogue of Life.